# Боривоје Јевтић
Боривоје Боро Јевтић (Сарајево, 30. јул 1894 — Сарајево, 27. новембар 1959) био је српски књижевник, есејиста, књижевни и позоришни критичар.

## Биографија
Припадао је покрету Млада Босна и ухапшен је након Сарајевског атентата 1914. године, и осуђен је на три године тамнице. О овим догађајима објавио је књигу успомена Сарајевски атентат (1924).
Писао је песме, приповетке и драме са претежно босанском тематиком и позоришне и књижевне критике, студије и есеје. 
Више од 25 година је био редитељ позоришта у Београду и Сарајеву. Уређивао је Књижевну критику, Преглед, Српску омладину. Преузео је слободан стих и лаку форму песме у прози превођењем Волта Витмена и немачких експресиониста.

## Дела
Збирке приповедака
- Заласци (1918)
- Дарови мајке земље (1931)
- Дани на Миљацки (1935)
- Пометени језици (1952)
- Играчке у времену (1958)

Драме
- Царске кохорте (1928)
- Обећана земља (1937)
- Подвиг на Сухолини (1939)